# Presidio

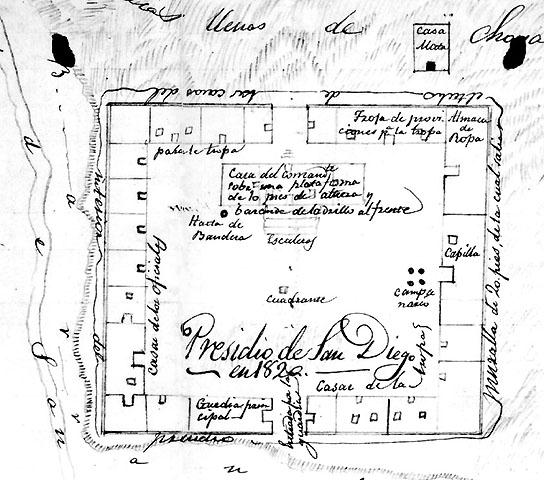
Plan du Presidio de San Diego.

Un presidio est une place forte établie par les conquérants espagnols des XVIIe et XVIIIe siècles afin de protéger leurs missions et autres colonies de peuplement.
Chacune de ces installations fonctionnait comme base d'opérations militaires pour une région spécifique.

## Presidios de Californie
- El Presidio Real de San Diego construit en 1769 ;
- El Presidio Real de San Carlos de Monterey construit en 1770 ;
- El Presidio Real de San Francisco construit en 1776 ;
- El Presidio Real de Santa Bárbara construit en 1782 ;
- El Presidio Real de Sonoma construit en 1836.

## Presidios du Nouveau-Mexique
- Presidio de Santa Fe, construit vers 1685.
- Presidio d'Horcasitas (maintenant Sonora), construit en 1755 par décision du Vice-roi de Nouvelle-Espagne, Juan Francisco de Güemes y Horcasitas.

## Presidios du Texas
- Presidio de San Sabás, près de San Antonio, construit en 1772.

## Presidios d'Arizona
- Presido de Tubac, construit en 1752 par décision du Vice-roi de Nouvelle-Espagne, Juan Francisco de Güemes y Horcasitas.

## Source
- (en) Cet article est partiellement ou en totalité issu de l’article de Wikipédia en anglais intitulé « Spanish missions in California » (voir la liste des auteurs).